# Мілоґощ (Кошалінський повіт)
Мілоґощ (пол. Miłogoszcz) — село в Польщі, у гміні Бендзіно Кошалінського повіту Західнопоморського воєводства.
У 1975-1998 роках село належало до Кошалінського воєводства.